# Vlantana
Uždaroji akcinė bendrovė Vlantana ist das größte (nach Mitarbeiterzahl) Logistik-Unternehmen in Litauen. Es hat rund 2550 Mitarbeiter und besitzt 1650 Lkw.
2019 geriet Vlantana wegen verschiedener Verstöße gegen die Vorschriften in den Focus der norwegischen Arbeitsaufsichtsbehörde (norwegisch Arbeidstilsynet).

## Geschichte
1992 nahm die Gesellschaft ihre Transportaktivitäten auf. 1996 wurde eine Aktiengesellschaft "Vlantana" nach der Reorganisation errichtet.  20 Mitarbeiter wurden damals in dem Unternehmen beschäftigt. 2007 starteten die Aktivitäten in Norwegen. 2010 hat man mit dem Intermodal-Transport begonnen. Der Fuhrpark bestand aus 350 Lastwagen und 420 Aufliegern. Es gab 420 Mitarbeiter in der Firma. 2011  bestand der Fuhrpark aus 500 Lastwagen und 550 Aufliegern. 2014 gab es 1250 Mitarbeiter,  800 Lkw und 1000 Anhänger in der Vlantana-Firmen-Gruppe.